# Ignacio Montes de Oca y Obregón
José María Ignacio Montes de Oca y Obregón (n. 26 iunie 1840, Guanajuato, Mexic - d. 18 august 1921, New York City) a fost un preot mexican.
A deținut funcția de episcop al arhidiecezei San Luis Potosí.
Este cunoscut pentru erudiția sa și pentru scrierile sale.
Astfel, volumul Ocios poéticos ("Răgazuri poetice"), apărut în 1878, conține poezie de expresie clasicizantă, în jurul motivelor filozofice și morale tradiționale sau inspirate de natură, de notabilă unitate artistică.
Un alt volum al său este Sonetos ("Sonete"), apărut în 1916 și reeditat doi ani mai târziu.
A fost un bun traducător al poeziei bucolice elene.
1. ↑  Catholic-Hierarchy.org, accesat în 22 octombrie 2020